# Вёльфли, Адольф

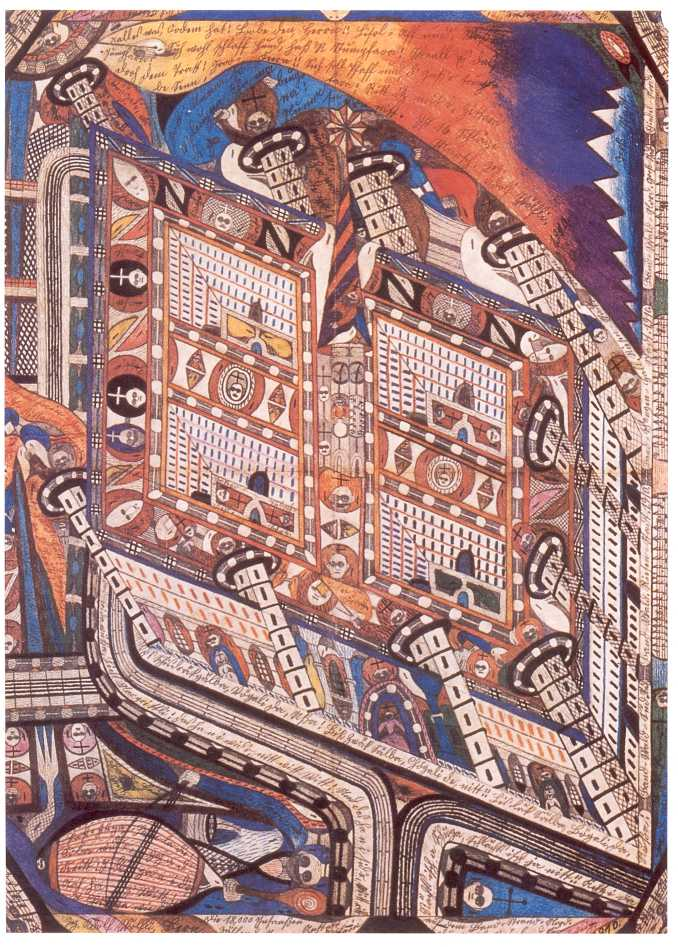
Адольф Вёльфли Лечебница Банд-Хайна, 1910

Адольф Вёльфли (нем. Adolf Wölfli, 29 февраля 1864, Берн — 6 ноября 1930, Вальдау) — швейцарский художник-примитивист, один из наиболее ярких представителей Ар брют.

## Биография и творчество
В семилетнем возрасте был брошен отцом-алкоголиком, по профессии каменотёсом. Работал батраком на фермах. Был арестован полицией за оскорбление общественной нравственности, после рецидива обследован врачами, у него диагностировали шизофрению.

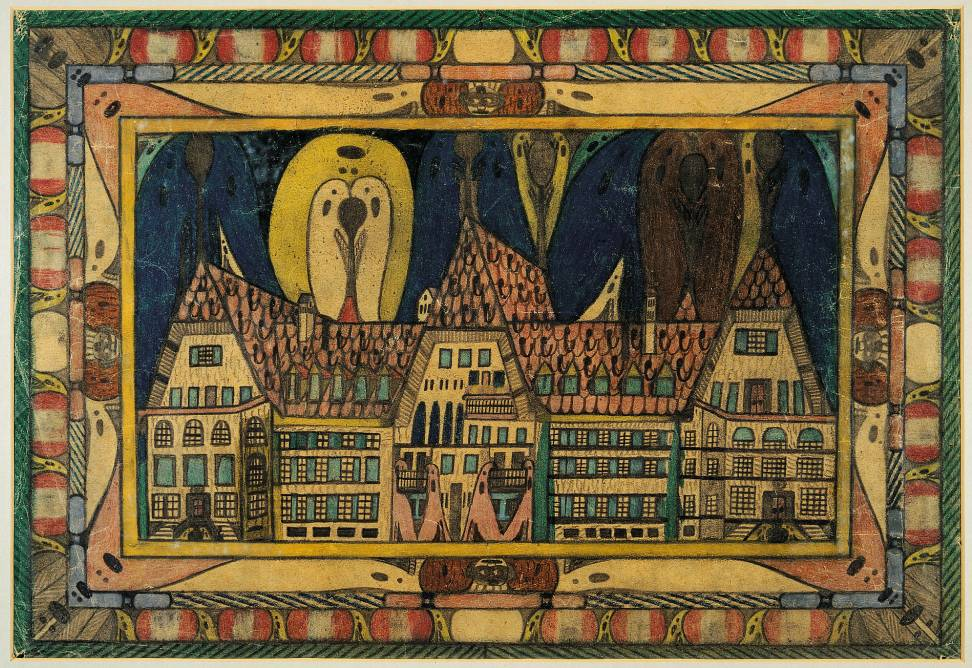
Адольф Вёльфли Лечебница Вальдау, 1921

С 1895 до конца жизни жил в известной психиатрической клинике Вальдау, пациентами которой в разное время были также Вацлав Нижинский, Фридрих Глаузер и Роберт Вальзер. Здесь он в возрасте тридцати пяти лет начал рисовать, писать стихи, сочинять музыку. Оставил гигантское наследие из десятков тысяч рисунков и коллажей, а также ряд музыкальных и литературных сочинений (стихов и прозы).

## Признание
Широкой публике творчество Вёльфли представил крупный швейцарский психиатр и психотерапевт Вальтер Моргенталер (1882—1965) в посвященной ему монографии «Душевнобольной как художник» (1921). Она, как и книга Ханса Принцхорна (1886—1933) «Искусство душевнобольных» (1922), привлекла внимание сюрреалистов, её оценил Бретон и заметил Жан Дюбюффе, который включил рисунки Вёльфли в парижскую экспозицию ар брют в 1948. Вёльфли стал одним из прототипов заглавного героя романа Блеза Сандрара Мораважин (1926). В 1972 работы художника фигурировали на пятой кассельской выставке «Документа». C 1975 рисунки и коллажи Вёльфли включены в экспозицию Бернского художественного музея.
На стихи Вёльфли написал вокальный цикл немецкий композитор Вольфганг Рим (1981); камерная опера «Адольф Вёльфли» принадлежит австрийскому композитору Георгу Фридриху Хаасу (1981). На основе текстов Вёльфли датский композитор Пер Нёргор создал оперу «Божественный сад Тиволи» (1983), в марте 2007 она была поставлена в театре г. Любек (см.: ). Кантату на стихи Вёльфли написал Жорж Апергис (2006).